# Haapasaari (ö i Norra Savolax, Norra Savolax, lat 63,51, long 27,22)
Haapasaari är en ö i Finland. Den ligger i sjön Porovesi och i kommunen Idensalmi i den ekonomiska regionen  Övre Savolax ekonomiska region  och landskapet Norra Savolax, i den centrala delen av landet, 400 km norr om huvudstaden Helsingfors. Öns area är 1,2 hektar och dess största längd är 250 meter i öst-västlig riktning.